# Nine Lessons and Carols

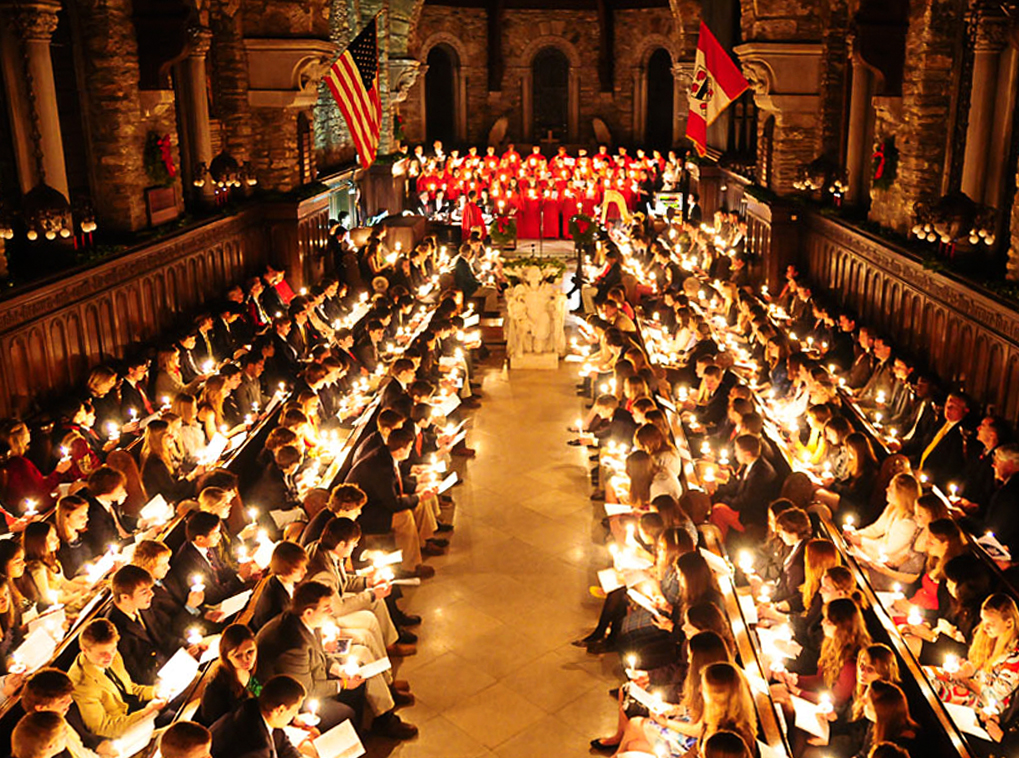
Ett framförande av Nine Lessons and Carols i Pomfret i Connecticut 2009

Nine Lessons and Carols, även känd som Festival of Nine Lessons and Carols och Service of Nine Lessons and Carols, är en kristen gudstjänst som traditionellt firas på eller nära julafton i anglikanska kyrkor. Historien om syndafallet, löftet om Messias och Jesu födelse berättas i nio korta bibelläsningar eller läsningar från Första Moseboken, de profetiska böckerna och evangelierna, varvat med sjungande av Carols, psalmer och körsånger.

## Historia

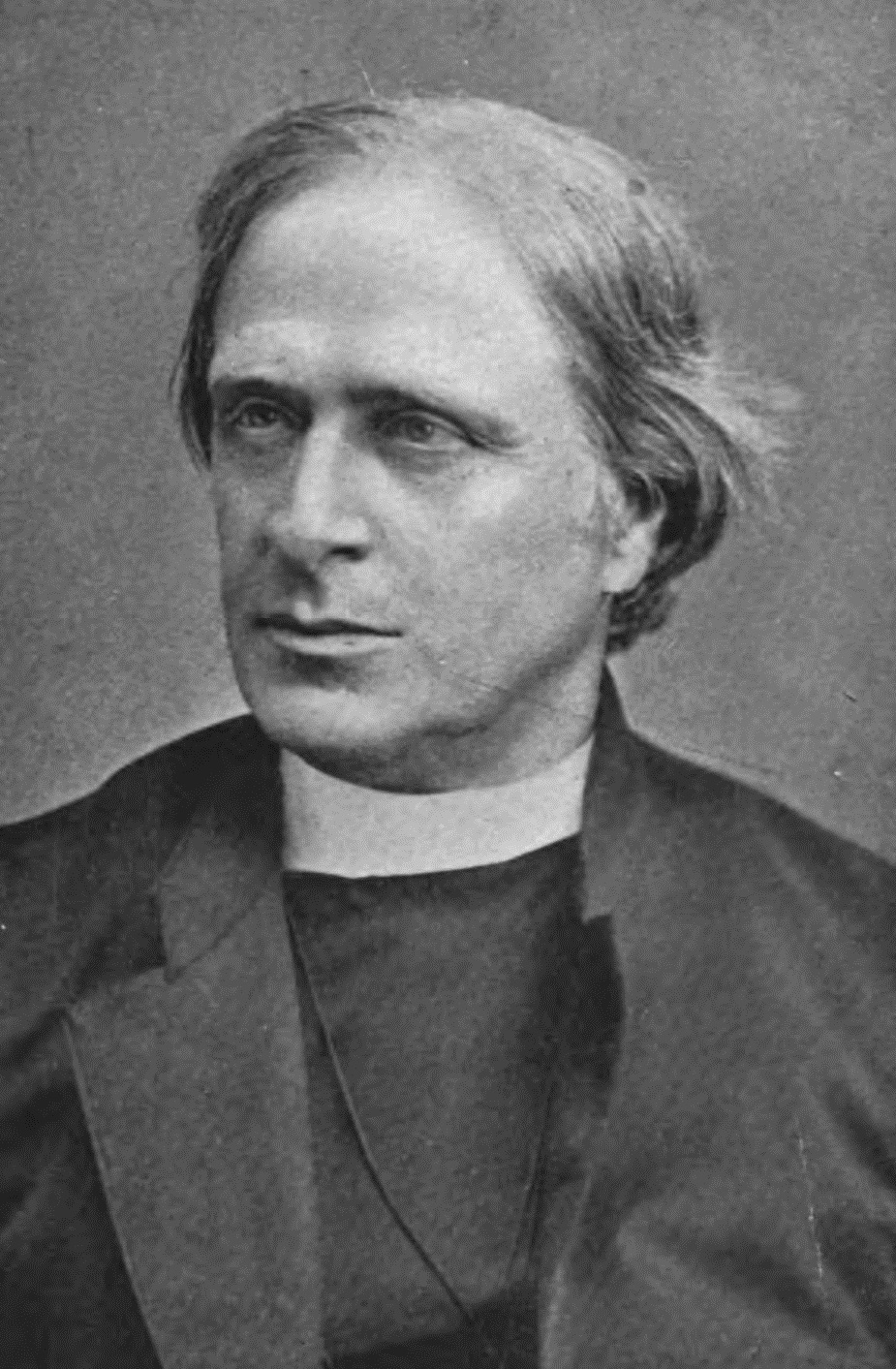
Edward White Benson, krediterad för att ha utformat tjänsten med Nine Lessons and Carols 1880

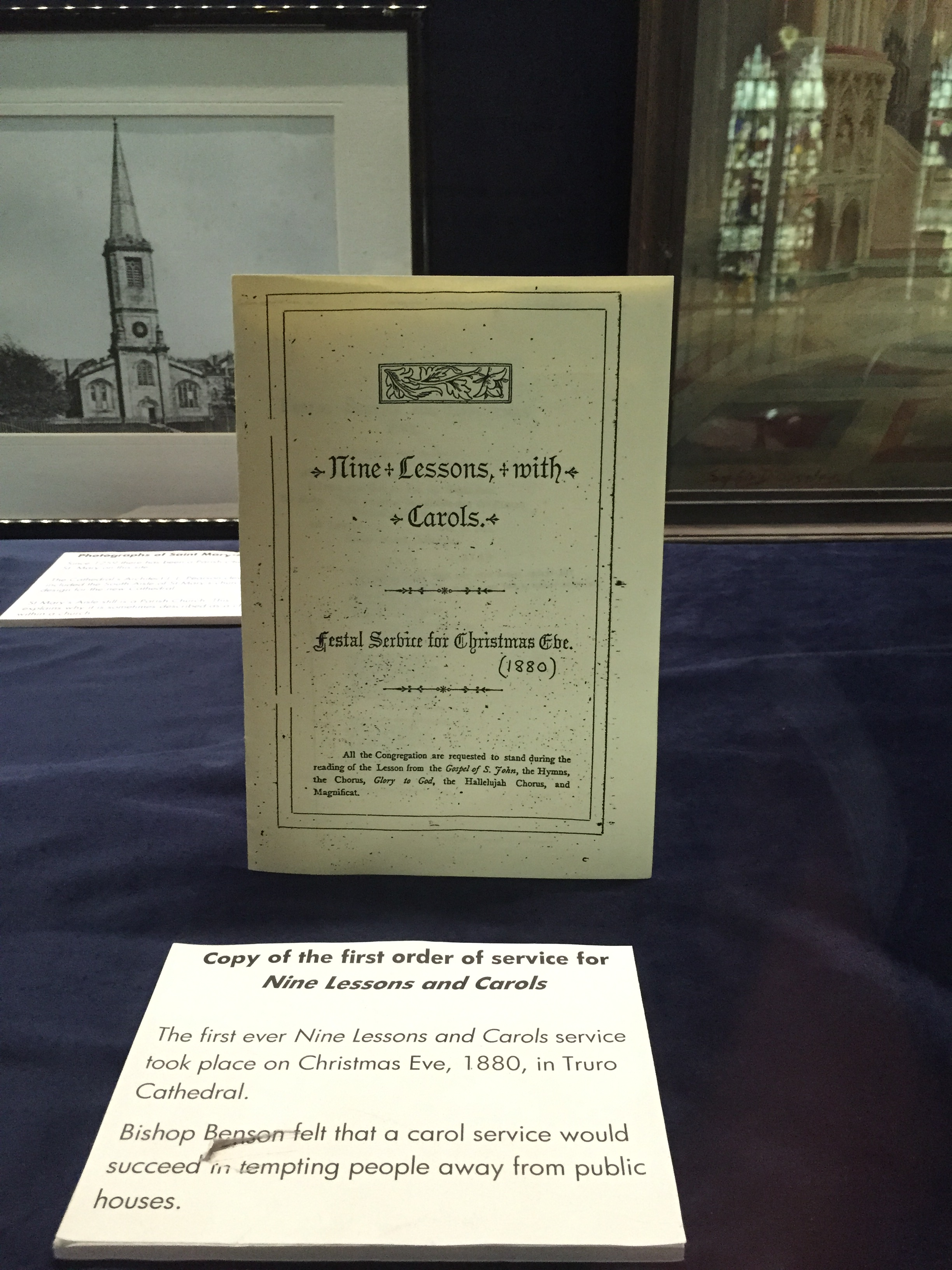
Gudstjänstgöringsordning för de första Nine Lessons and Carols 1880 som visas i Truro Cathedral

Även om traditionen med Nine Lessons and Carols populärt förknippas med King's College, Cambridge, tillskrivs dess ursprung Truro Cathedral i Cornwall. Fram till slutet av 1800-talet framfördes Carols vanligtvis av sångare som besökte människors hus, och Carols – som i allmänhet ansågs vara sekulära till sitt innehåll – hade uteslutits från den kristna gudstjänsten. Under den viktorianska eran uppmuntrade hymnologins ökande popularitet kyrkomusiker att införa Carols i gudstjänsten. En bok med julsånger från 1875, Carols for Use in Church During Christmas and Epiphany av Richard Chope och Sabine Baring-Gould, var en inflytelserik publikation. Vid den här tiden sammanställde kompositören och organisten John Stainer en samling, Christmas Carols New and Old, och under julen 1878 introducerade han Carols i körsången i St Paul's Cathedral i London. Andra katedraler började också använda Carols vid jultid det året och Royal Cornwall Gazette rapporterade att kören i Truro Cathedral skulle sjunga en gudstjänst med Carols klockan 22.00 på julafton:
Domkyrkans kör sjunger ett antal carols i Domkyrkan på julafton och gudstjänsten börjar kl. 22. Vi förstår att detta är en önskan hos många av de ledande församlingsmedlemmarna och andra. En liknande gudstjänst har instiftats i andra katedraler och större städer och har varit mycket uppskattad. Det är körens avsikt att inte längre fortsätta med seden att sjunga carols i församlingsmedlemmarnas bostäder.— Royal Cornwall Gazette, 20 december 1878
Två år senare ledde pastor Edward White Benson, som då var biskop av Truro, den första formella gudstjänsten "Nine Lessons and Carols" på julafton (24 december) 1880. Benson, som var bekymrad över den överdrivna alkoholkonsumtionen på pubarna i Cornwall under julhelgen, sökte ett sätt att locka festprissar ut från pubarna och in i kyrkan genom att erbjuda ett religiöst julfirande. Idén till en gudstjänst bestående av julmusik varvat med bibelläsning föreslogs av katedralens kapellmästare, pastor George Walpole (som senare blev biskop av Edinburgh). Katedralen – en viktoriansk gotisk byggnad – var fortfarande under uppbyggnad, och gudstjänster hölls i en tillfällig trästruktur som fungerade som en pro-katedral. Den första gudstjänsten med Nine Lessons and Carols ägde rum där klockan 22.00 på julafton och besöktes av över 400 personer.
Bensons son, A. C. Benson, erinrade sig senare:
Min far ordnade med hjälp av gamla källor en liten gudstjänst för julafton, nio julsånger och nio små lektioner. De lästes av olika ämbetsmän i kyrkan, började med en körsångare och slutade, genom olika grader, med biskopen.(A. C. Benson)
Biskop Benson utnämndes till ärkebiskop av Canterbury 1883, och Nine Lessons-gudstjänster började vinna i popularitet i Engelska kyrkan och den bredare anglikanska gemenskapen, liksom i romersk-katolska kyrkor i England och Wales. Den ursprungliga liturgin har sedan dess anpassats och använts av andra kyrkor över hela världen, särskilt i engelskspråkiga länder. Läsningar och Carols förekommer oftast i anglikanska kyrkor. Många kristna samfund har dock antagit tjänsten, eller en variant av den, som en del av sitt julfirande. I Storbritannien har tjänsten blit standardformatet för skoljulsgudstjänster.
På julafton 1914 organiserade David Wilson den första gudstjänsten med Nine Lessons and Carols på Irland i North Strand Church i Dublin. En särskild julsångsgudstjänst hölls 2014 för att fira hundraårsjubileet.
År 1916 hölls en gudstjänst med Nine Lessons and Carols vid Brown University i Providence, Rhode Island. Institutionen firade 100-årsjubileum för sina Lessons and Carols 2016.
År 1918 introducerade pastor Eric Milner-White, den nye dekanen vid King's College, Cambridge, gudstjänsten i collegekapellet och drog nytta av den etablerade körtraditionen i Choir of King's College, Cambridge. Det visade sig vara mycket framgångsrikt och inledde en årlig tradition - om än med vissa ändringar av Bensons ursprungliga format från 1919 och framåt. BBC började sända gudstjänsten på radio från 1928 och på TV från 1954, vilket etablerade Carols from King's som den mest populära och allmänt erkända presentationen av gudstjänsten.
I Nordamerika spreds traditionen med Lessons and Carols till andra institutioner i USA och Kanada. År 1928 introducerade organisten och körledaren Twining Lynes tjänsten på Groton School i Groton, Massachusetts, efter att ha inspirerats av gudstjänster i England.
I Kanada firas festivalen med Nine Lessons and Carols på flera språk på Bishop's College School i Quebec, och de Nine Lessons läses på nio språk eller dialekter.
I december 2013 iscensatte Truro Cathedral en rekonstruktion av biskop Bensons ursprungliga gudstjänst från 1880 som besöktes av en församling på över 1 500 personer.

## Traditionen vid King's College, Cambridge

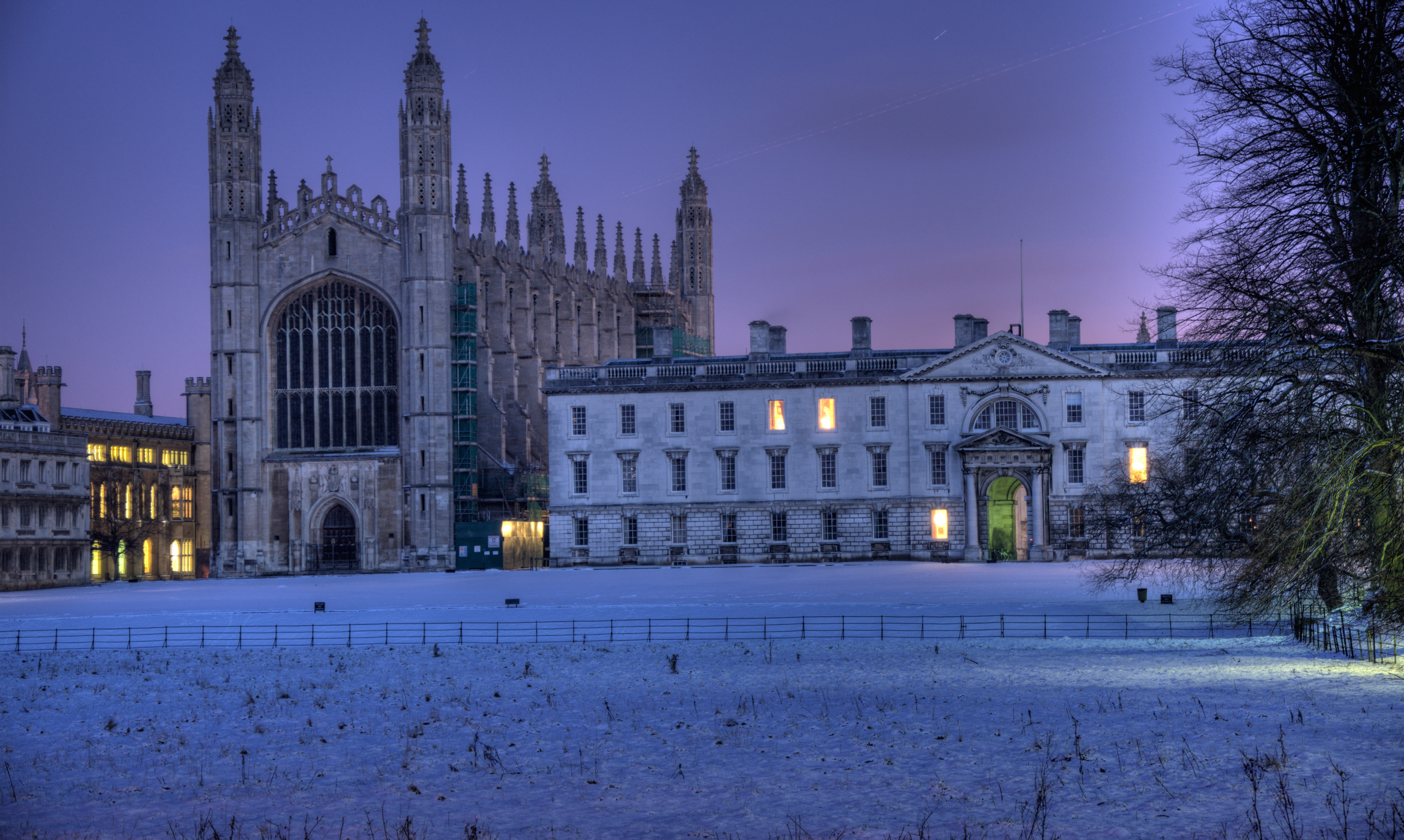
King's College Chapel (till vänster), varifrån den populära gudstjänsten Nine Lessons and Carols sänds årligen på julafton

Den första festivalen med Nine Lessons and Carols i King's College Chapel, hölls på julafton 1918, under ledning av Arthur Henry Mann som var organist från 1876 till 1929. Under första världskriget hade dekanen Eric Milner-White tjänstgjort som fältpräst i 7:e infanteridivisionen och han var bekymrad över att det "stora krigets" nöd hade hårdnat inställningen till religion. Genom att dra nytta av den etablerade körtraditionen i kören vid King's College, Cambridge, introducerade han Bensons julsångsgudstjänst på King's som ett sätt att locka människor tillbaka till kristen tillbedjan.
King's College-gudstjänsten var oerhört framgångsrik, och året därpå gjorde Milner-White några ändringar i Bensons ursprungliga format, särskilt genom att introducera traditionen att inleda gudstjänsten med en solodiskantsång "Once in Royal David's City". Detta följdes sedan av en budgivningsbön skriven av Milner-White själv, och en ny ordning av läsningen. Kören hade 16 gossopraner enligt stadgar fastställda av Henrik VI, och fram till 1927 tillhandahölls mansrösterna av körlärda och lekmän. I dag är det 14 studenter från kören som sjunger männens stämmor.

### Radioutsändning
Gudsjänstens popularitet etablerades när den började sändas av British Broadcasting Corporation 1928, och med undantag för 1930 har den sänts varje år sedan dess. Under 1930-talet nådde gudstjänsten en världsomspännande publik när BBC började sända tjänsten på sin Overseas Service Till och med under andra världskriget fortsatte sändningarna, trots att glasmålningarna hade tagits bort från kapellet och trots att det saknades värme. Av säkerhetsskäl nämndes inte namnet "King's" under krigstida sändningar.
Nine Lessons and Carols from King's College sändes för första gången på TV av BBC Television 1954 under ledning av musikdirektören Boris Ord.

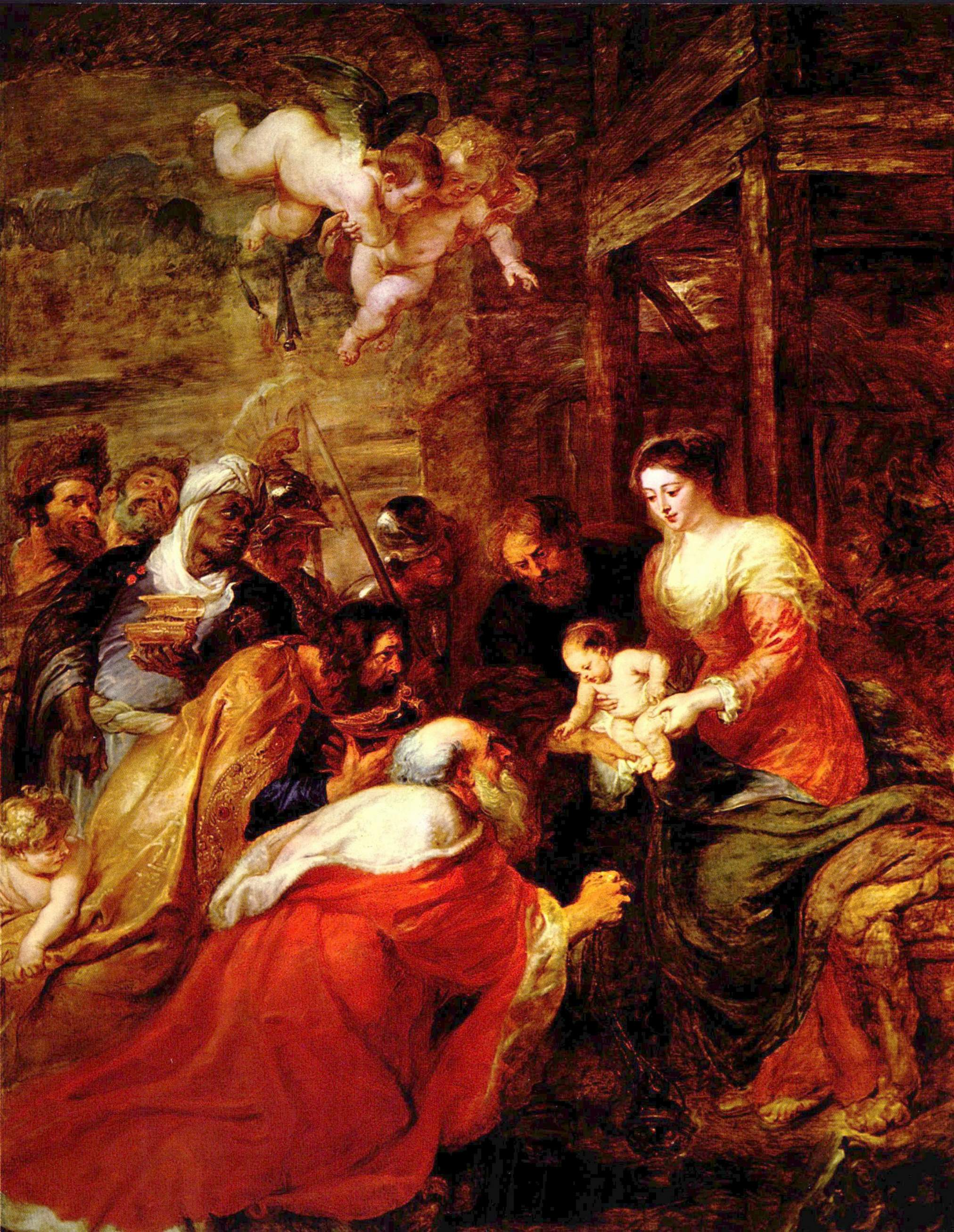
Konungarnas tillbedjan (Rubens) (1634) av Peter Paul Rubens, som hänger bakom altaret i King's College Chapel

Sedan andra världskriget har det uppskattats att det varje år finns miljontals lyssnare över hela världen som lyssnar på gudstjänsten live på BBC World Service. Inrikes sänds tjänsten live på BBC Radio 4, och en inspelad sändning görs på juldagen på BBC Radio 3. I USA lades en gudstjänst från 1954 in i National Recording Registry av USA:s kongressbibliotek 2008. Sändningen har hörts live på offentliga radiostationer anslutna till American Public Media sedan 1979, och de flesta stationer sänder en repris på juldagen. Sedan 1963 har tjänsten regelbundet filmats för tv-sändningar i Storbritannien. För närvarande spelas varje år ett program med titeln Carols from King's in i förväg i början eller mitten av december och visas sedan på julafton i Storbritannien på BBC Two och BBC Four. Programmet väger tyngre till förmån för Carols som sjungs av kören, med endast sju läsningar totalt, varav inte alla är från Bibeln.
År 2020, under Covid-19-pandemin, genomfördes gudstjänsten för första gången utan församling.  Gudstjänsten ägde inte rum live, utan istället sändes en förinspelad gudstjänst producerad av King's College vid den vanliga tiden. Det var första gången sedan 1930 som gudstjänsten inte direktsändes.

### Gudstjänstordning
Formatet för Festival of Nine Lessons and Carols har inte förändrats nämnvärt sedan 1918. Ordningen på skriftläsningarna reviderades 1919, och sedan dess har gudstjänsten alltid inletts med psalmen "Once In Royal David's City". Idag sjungs den första versen utan ackompanjemang av en ensam gossekorist. För att inte utsätta honom för onödig stress får körledaren inte veta att han kommer att sjunga solot förrän omedelbart före gudstjänsten.
De nio skriftläsningarna, som är desamma varje år, läses av representanter för college och staden Cambridge med hjälp av texten i King James Version av Bibeln som publicerades 1611. Sången består av "carols" som sjungs av kören och "psalmer" som sjungs av kören och församlingen. Vissa gudstjänster har också innehållit hymner som sjungits mellan carols och psalmer, till exempel ett framförande av "E'en So, Lord Jesus, Quickly Come" 2004. Sedan 1983 har en ny carol beställts av skolan och haft premiär vid gudstjänsten. Julsångerna (Carols) varierar från år till år, även om en del musik upprepas, och gudstjänsten avslutas med psalmen "Hark! The Herald Angels Sing". Serviceordningen för 2024 är följande:
- Orgelpreludier

- "Preludium och fuga i G, BWV 541" – musik av Johann Sebastian Bach (1685-1750)
- "Weihnachten", Op. 145 Nr. 3 – musik av Max Reger (1873-1916)
- "Koral-improvisation över 'In dulci jubilo', opus 75 nr 2" – musik av Sigfrid Karg-Elert (1877-1933)
- "Pastorale över "Joseph, lieber Joseph mein" och "Stille Nacht" ur "Weihnachten, opus 22" – musik av Carl Sattler (1877-1966)
- "Kanoniska variationer över "Vom Himmel hoch da komm' ich her", BWV 769" – musik av Johann Sebastian Bach
- "Desseins éternels" från "La Nativité du Seigneur" – musik av Olivier Messiaen (1908-1992)
- "The Holy Boy" – musik av John Ireland (1879-1962); arrangerad av Alec Rowley (1892-1958)
- "In dulci jubilo, BuxWV 197" – musik av Dieterich Buxtehude (c. 1637-1707)

- Processionshymn: "Once in Royal David's City" – ord av Cecil Frances Alexander (1818−1895); melodi ('Irby') av Henry Gauntlett (1805−1876); harmoniserad av Arthur Henry Mann (1850−1929); descant av Philip Ledger (1937−2012)

- Bön, som avslutas med Fader vår

- Carol: "Sussex Carol" – text och musik, traditionell engelska; arrangerad av Ralph Vaughan Williams (1872-1958)

- Första läsningen från 1 Moseboken 3: 8–15, 17–19 (uppläst av en körsångare från King's College)

- Carol: "Adam lay ybounden" – text, 1400-talsengelska, moderniserad av Edith Rickert (1871-1938); musik av Matthew Martin

- Andra läsningen från 1 Moseboken 22:15–18 (läses av en elev vid King's College)

- Carol: "Nowell sing we now all and some" – text, anonym 1400-talsengelska; översatt av Rosanna Omitowuju; musik av Elizabeth Maconchy (1907-1994)

- Tredje läsningen från Jesaja 9:2, 6–7 (uppläst av en medlem av personalen vid King's College)

- Carol: "A Great and Mighty Wonder" – ord av St Germanus (c.634-740); översatt av John Mason Neale (1818-1866); musik arrangerad av James Whitbourn (1963-2024)
- Hymn: "It Came Upon the Midnight Clear" – text av Edmund Hamilton Sears (1810-1876); melodi ('Noel') bearbetad av Arthur Sullivan (1842-1900); descant av John Scott (1956-2015)

- Fjärde läsningen från Jesaja 11:1–4a, 6–9 (uppläst av ledaren för koristerna i King's College)

- Carol: "The Lamb" – ord av William Blake (1757-1827); musik av John Tavener (1944-2013)
- Carol: "Gabriel's Message" – ord av Sabine Baring-Gould (1834−1924); musik, baskisk julsång, arrangerad av David Willcocks (1919−2015)

- Femte läsningen från Lukasevangeliet 1:26–35, 38 (uppläst av en medlem av King's College)

- Carol: "Ave Regina Coelorum" – ord från Brevarium Romanum; musik av Orlando di Lasso (c. 1532-1594)
- Carol: "Nativity Carol" – text och musik av John Rutter

- Sjätte läsningen från Lukasevangeliet 2:1–7 (uppläst av vice borgmästaren i Cambridge))

- Carol: "Come all you faithful Christians" – text och musik, engelsk tradition; arrangerad av Christopher Robinson
- Psalm: "While shepherds watched their flocks" – ord av Nahum Tate (1652-1715); melodi ('Winchester Old') arrangerad av George Kirbye (c. 1565-1634); descant av Nicholas Marston (död 1624)

- Sjunde läsningen från Lukasevangeliett 2:8–16 (uppläst av musikdirektören vid King's College)

- Carol: "Three Points of Light" – ord av Peter Cairns; musik av Grayston Ives (beställd för 2024 års tjänst)
- Carol: "I Saw Three Ships" – ord och musik, traditionell engelska; arrangerad av Simon Preston (1938-2022)

- Åttonde läsningen från Matteusevangeliet 2:1–12 (uppläst av vicerektorn vid King's College)

- Carol: "Lullay, dear Jesus, my heart's only treasure" – ord, "Lulajże, Jezununiu", polska, 1600-tal; översatt av Jan Śliwiński (1884-1950); musik av Arnold Bax (1883-1953)
- Carol: "Procedenti puero" – ord, engelska från 1400-talet; musik av Peter Warlock (1894−1930)

- Nionde läsningen från Johannesevangeliet 1:1–14 (uppläst av rektorn vid King's College)

- Psalm: "O Come, All Ye Faithful" – text, översatt av Frederick Oakeley (1802−1880), William Thomas Brooke (1848−1917), m.fl.; melodi ('Adeste, fideles') av John Francis Wade (1711−1786); arrangerad av David Willcocks; descant av Daniel Hyde

- Kollekt och välsignelse

- Psalm: "Hark! The Herald Angels Sing" – ord av Charles Wesley (1707−1788), et al.; bearbetad av William Hayman Cummings (1831-1915); melodi ("Mendelssohn") av Felix Mendelssohn-Bartholdy (1809−1847); deskant av David Willcocks

- Frivilligt orgelspel

- "In dulci jubilo, BWV 729" – musik av Johann Sebastian Bach
- "Final" ur "Symfoni nr 6 h-moll, opus 59" – musik av Louis Vierne (1870-1937)

### Närvaro vid gudstjänsten
Deltagande i evenemanget som hålls på julafton är nu endast med biljett, av vilka många tilldelas genom offentlig omröstning; Standby-biljetter finns också tillgängliga för dem som anmält sig i omröstningen. På grund av gudstjänstens popularitet är efterfrågan på platser betydligt större än antalet tillgängliga biljetter. Tidigare år, när det fanns biljetter tillgängliga vid dörren, började en del människor köa kvällen innan, men nu får bara de med reservbiljetter stå i kön.